# Валерија (Ајова)
Валерија (енгл. Valeria) град је у америчкој савезној држави Ајова. По попису становништва из 2010. у њему је живело 57 становника.

## Демографија
Према попису становништва из 2010. у граду је живело 57 становника, што је -5 (-8.1%) становника више него 2000. године.
| Група             | 2000.      | 2010.      |
| Белци             | 61 (98,4%) | 55 (96,5%) |
| Афроамериканци    | 0 (0,0%)   | 2 (3,5%)   |
| Азијати           | 0 (0,0%)   | 0 (0,0%)   |
| Хиспаноамериканци | 0 (0,0%)   | 0 (0,0%)   |
| Укупно            | 62         | 57         |